# Отверченко Руслан Юрійович
Руслан Юрійович Отверченко (6 січня 1990, Улан-Батор, Монголія — 15 січня 2023, Київ, Україна) — український баскетболіст, виступав на позиції захисника за низку клубів. Гравець збірної України з баскетболу.

## Кар'єра
Народився 6 січня 1990 року в Улан-Баторі, де проходив військову службу його батько. Перший тренер — Олексій Діберт. Починав займатися баскетболом у Миколаєві.
У 15-річному віці, після закінчення сезону шкільної ліги, потрапив до збірної України у віці до 16 років, якою тоді керував Віталій Лебединцев. Брав участь у чемпіонаті Європи, де українці зайняли 12 місце. Після цього Лебединцев взяв Отверченка до складу БК «Київ» у 2006 році.
З листопада 2012 року по лютий 2013 року виступав на правах оренди у клубі «Донецьк». У лютому 2013 року повернувся до «Києва». Влітку 2015 року став гравцем іспанського клубу «Манреса». У жовтні цього ж року став гравцем київського «Будівельника». Через два роки, влітку 2017 року, продовжив контракт з клубом. У жовтні 2018 року перейшов до «Черкаських Мавп».
У листопаді 2019 року Отверченко продовжив кар'єру в «Прометеї».
Включався в список п'яти кращих гравців Суперліги за версією сайту iSport.ua: перша п'ятірка (2015), перша п'ятірка українців (2012, 2015), прогрес-п'ятірка (2012).
Виступав за збірну України з баскетболу. Допоміг команді під керівництвом Євгена Мурзіна потрапити на Євробаскет-2017. На самому турнірі Україна дійшла до 1/8 фіналу, де поступилася майбутньому переможцю Євробаскету — команді Словенії.

## Смерть
Руслан Отверченко помер 15 січня 2023 року в Києві у віці 33 років через проблеми з серцем.

## Досягнення
- Переможець конкурсу триочкових кидків Суперліги діє до: 2012[10]
- Кращий молодий український гравець Суперліги за версією iSport.ua діє до: 2012[10]
- Учасник Матчу зірок Суперліги діє до: 2012[10]
- Найкращий форвард Суперліги діє до: 2015[13]
- Чемпіон України діє до: 2017
- Фіналіст Кубка України: 2016/17